# Gustave Macon
Gustave Auguste Macon est le secrétaire particulier du dernier duc d'Aumale et l'archiviste du château de Chantilly entre 1883 et 1892, puis devient par le vœu exprimé par Henri d'Orléans dans son testament, premier conservateur-adjoint du musée Condé, fonction qu'il occupera à vie. Gustave Macon étudie les documents conservés dans les archives du château et en tire des publications sur le château lui-même, ainsi que sur la ville de Chantilly et ses environs. Il acquiert ainsi aussi une réputation d'historien, et grâce à sa méthode et sa grande rigueur, ses travaux restent toujours d'actualité.

## Biographie

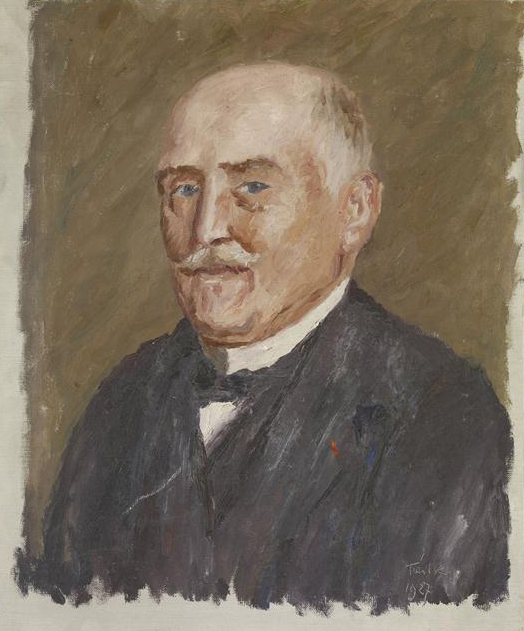
Portrait de Gustave Macon par Frédéric Montenard (1927), musée Condé, Chantilly.

Gustave Auguste Macon naît en 1865 à Hirson (Aisne), dans une vieille famille de propriétaires terriens picarde. Son père Jean-Baptiste-Constant Macon travaille d'abord comme brigadier forestier, puis est promu garde général du domaine du Nouvion-en-Thiérache, propriété du duc d'Aumale. Dès l'âge de onze ans, le jeune Gustave entre au petit séminaire de Soissons chez les pères franciscains pour devenir prêtre. Entre 1880 et 1883, il effectue ses études secondaires à l'institution Saint-Jean de Saint-Quentin, qu'il termine avec l'obtention d'un baccalauréat littéraire. Peu de temps après, une rencontre avec le duc d'Aumale s'avère décisive pour son destin et décide de sa carrière professionnelle jusqu'à la fin de sa vie. En effet, Henri d'Orléans engage rapidement Gustave Macon comme son secrétaire particulier, alors que ce dernier n'a que dix-huit ans. Grâce aux récits que Henri d'Orléans lui fait sur l’histoire de sa famille et du domaine de Chantilly, les Condé, Bourbon et Orléans n'ont bientôt plus aucun secret pour Gustave Macon. Il devient le meilleur connaisseur de Chantilly, et se retrouve subitement conservateur-adjoint du château et du musée Condé après la disparition du duc d’Aumale en 1897, qui laisse Macon inconsolable,.
Pour les nombreux visiteurs du château, c'est comme si Henri d'Orléans leur parlait par la bouche de Gustave Macon. Sachant que les conservateurs sont des membres de différentes académies de l'Institut de France dont la mission consiste à veiller sur le respect de l'héritage du duc d'Aumale, toute la gestion du château et du musée repose en réalité sur le conservateur-adjoint, qui a son logement de fonction dans le château d'Enghien. Macon travaille sans relâche et accorde toujours le même dévouement à Henri d'Orléans. De par sa formation religieuse, il avait acquis des qualités, comme la générosité, la charité, mais aussi la rigueur dans le travail, qui lui valent la réputation de « franciscain laïc ». Toujours de noir vêtu, Macon ne se mariera jamais. Les richesses personnelles ne lui importent pas ; toute sa vie, il donne : de ses connaissances, de son temps, mais aussi de son argent. Les pauvres de Chantilly lui vouent un véritable culte. Gustave Macon était aussi réputé comme le « marchand de bonheur » ; il répand de la bonne humeur autour de lui et restait toujours plein d'optimisme, bien qu'à la fin de sa vie, des chagrins secrets le troublent. Le jour de sa mort, il se sent mal, mais tient à tout prix à se rendre à Chartres pour l'inauguration du monument funéraire de la duchesse de Chartres. Avant le départ du train de la gare des Invalides, à Paris, il fait un malaise et succombe quelques heures plus tard, sans que l'on sache le motif de sa mort prématurée à l'âge de soixante-cinq ans. Il s'agit vraisemblablement d'un accident vasculaire cérébral. Il repose au cimetière Bourillon de Chantilly.
Restent de Gustave Macon de nombreuses études historiques de qualité sur Chantilly et ses environs, publiés notamment dans les Comptes rendus et mémoires de la Société d’histoire et d’archéologie de Senlis, dont il avait été l'un des deux coprésidents depuis 1924,.

## Appréciations
Si l'on ajoute les périodes successivees pendant lesquelles il exerce les fonctions de secrétaire particulier du duc d'Aumale, archiviste et bibliothécaire du château et de conservateur-adjoint du musée Condé, Gustave Macon est au service du château de Chantilly et de ses collections pendant quarante-sept ans. Bien que s'étant essayé comme historien de l'art dans un petit nombre de publications (dont notamment Les Arts dans la maison de Condé en 1903), il reste avant tout un homme des archives, exploitant avec patience et minutie les riches fonds du château qu'il connaît mieux que personne. Surtout la découverte et l'analyse de documents inédits le passionnent. Ses études sont toujours exhaustives et appuyées sur une grande amplitude de sources, et il maîtrise parfaitement ses sujets. Pour Nicole Garnier-Pelle, conservateur en chef du patrimoine responsable du musée Condé, « son œuvre reste aujourd’hui indispensable à qui veut connaître Chantilly car ses ouvrages sont encore totalement d’actualité ». Son ouvrage le plus abouti est peut-être Chantilly et le musée Condé (1910), et son ouvrage La Ville de Chantilly (1908-12) constitue toujours l'unique étude d'ensemble approfondie sur la ville. D'autres publications basées avant tout sur le dépouillement d'actes et chartes anciens sont d'une grande sécheresse à la lecture, ce que l'auteur admet volontiers, mais elles sont toujours d'une grande utilité pour tous ceux qui cherchent entreprendre eux-mêmes des recherches. Le travail de Macon qui aura le plus de mérite pour la postérité est peut-être l'inventaire des collections du château publié entre 1925 et 1929, fruit d'un travail de classement de plus de quarante ans.

## Publications

### Chantilly
- Gustave Macon, Musée Condé : Itinéraire, Paris, Braun, Clément et Cie, successeurs (Paris), 1899, 124 p. (lire en ligne)
- Gustave Macon, « Histoire des édifices de culte de Chantilly », Comité archéologique de Senlis, Comptes rendus et mémoires, années 1900-01, Senlis, Imprimerie de Charles Duriez, 4e série, vol. IV,‎ 1902, p. 179-260 (ISSN 1162-8820, lire en ligne)
- Gustave Macon, « Chantilly et le connétable Henri de Montmorency », Comité archéologique de Senlis, Comptes rendus et mémoires, année 1902, Senlis, Imprimerie de Charles Duriez, 4e série, vol. V,‎ 1903, p. 1-72 (ISSN 1162-8820, lire en ligne)
- Gustave Macon, Les arts dans la maison de Condé, Paris, Librairie de l'art ancien et moderne, 1903, 200 p. (lire en ligne)
- Gustave Macon, Georges Lafenestre, Alfred Mézières et Omer Vallon, Le Duc d’Aumale : Conférence prononcée devant les élèves de l'université des Annales, Chantilly, 25 mai 1908, Senlis, Imprimerie E. Dufresne, 1908
- Gustave Macon, Georges Lafenestre, Alfred Mézières et Omer Vallon, Discours prononcés aux obsèques de M. Anatole Gruyer, membre de l’Institut, conservateur du musée Condé : Conférence prononcée devant les élèves de l'université des Annales, Chantilly, 25 mai 1908, S.l., s.n., 1909, 30 p.
- Gustave Macon, Chantilly : le cabinet des livres : Manuscrits : tome premier et second, Paris, Plon-Nourrit et Cie, 1909, 76 p. (lire en ligne)
- Gustave Macon, Histoire de Chantilly (dans Comptes rendus et mémoires, années 1908 à 1912), Senlis (édition d'origine) / Amiens (réédition), Comité archéologique de Senlis (édition d'origine) / Res Universis (réédition), 1909-1913 (réimpr. 1989), 77 p., fac-similé de l'édition originale, 4 tomes en 1 volume (ISBN 978-2-87760-170-2 et 2-87760-170-6, lire en ligne)
  - Les origines, t. 1, 1908 (lire en ligne)
  - Formation et développement (1692-1800), t. 2, 1909-1910 (lire en ligne)
  - Administration et vie au XVIIIe siècle, t. 3, 1911 (lire en ligne)
  - La Révolution, l'Empire, la Restauration, t. 4, 1912 (lire en ligne)
- Gustave Macon, Chantilly et le musée Condé, Paris, Henri Laurens, 1910, 300 p. (lire en ligne)
- Gustave Macon, Chantilly : le château, le parc, les écuries, Paris, Henri Laurens, coll. « Mémoranda - Collections publiques de France », 1927, 64 p.
- Gustave Macon, Chantilly : les peintures, Paris, Henri Laurens, coll. « Mémoranda - Collections publiques de France », 1928, 76 p. (lire en ligne)
- Gustave Macon, Introduction au catalogue : Chantilly - Les archives : le Cabinet des titres, 1927 (lire en ligne [PDF])
- Gustave Macon, « Chantilly et le connétable Henri de Montmorency », Société d'histoire et d'archéologie de Senlis, Comptes rendus et mémoires, années 1927-28, Senlis, Imprimeries Réunies, 6e série, vol. II,‎ 1929, p. 1-19 (ISSN 1162-8820, lire en ligne)
- Gustave Macon, Le duc d'Aumale en Algérie, 1840-1848, Senlis, Imprimeries réunies de Senlis, 1930, 117 p.

### Environs de Chantilly et autres lieux
- Gustave Macon, Un épisode de l'histoire du Nouvion-en-Thiérache, Paris, H. Champion, 1891, 49 p.[lire sur Wikisource]
- Gustave Macon, Chantilly, monographie-guide, Senlis, Imprimerie administrative et commerciale, 1901, 17 p.
- Gustave Macon et Ernest Dupuis, « Commelles », Comité archéologique de Senlis, Comptes rendus et mémoires, année 1903, Senlis, Imprimerie de Charles Duriez, 4e série, vol. VI,‎ 1904, p. 1-68 (ISSN 1162-8820, lire en ligne)
- Gustave Macon et Ernest Dupuis, « La Chapelle en Serval, Géni, l'hôtel Saint-Georges », Comité archéologique de Senlis, Comptes rendus et mémoires, année 1903, Senlis, Imprimerie de Charles Duriez, 4e série, vol. VI,‎ 1904, p. 69-81 (lire en ligne)
- Gustave Macon et Ernest Dupuis, « La tuilerie de Commelles », Comité archéologique de Senlis, Comptes rendus et mémoires, année 1903, Senlis, Imprimerie de Charles Duriez, 4e série, vol. VI,‎ 1904, p. 81-92 (ISSN 1162-8820, lire en ligne)
- Gustave Macon, Historique du domaine forestier de Chantilly, dans : Comité Archéologique de Senlis, Comptes rendus et mémoires, années 1905 et 1906, Senlis, Imprimerie d'Eugène Dufresne, 1906 et 1907, 267 p. (ISSN 1162-8820)
  - Forêt de Chantilly et de Pontarmé, t. 1, 1905 (lire en ligne)
  - Forêt de Coye, Luzarches, Chaumontel et Bonés, t. 2, 1906 (lire en ligne)
- Gustave Macon, « Caneville », Comité archéologique de Senlis, Comptes rendus et mémoires, année 1907, Senlis, Imprimerie d'Eugène Dufresne,‎ 1908, p. 115-176 (ISSN 1162-8820, lire en ligne)
- Gustave Macon, « Les jardins de Betz, suivi de : Description historique de Betz », Comité archéologique de Senlis, Comptes rendus et mémoires, année 1907, Senlis, Imprimerie d'Eugène Dufresne,‎ 1908, p. 177-263 (ISSN 1162-8820, lire en ligne)
- Gustave Macon, « Une fondation du connétable Henri de Montmorency en l'abbaye de la Victoire, 1612-1789, suivi de : Décret de la suppression de l'abbaye de la Victoire, 27 octobre 1783 », Comité archéologique de Senlis, Comptes rendus et mémoires, année 1908, Senlis, Imprimerie d'Eugène Dufresne,‎ 1909, p. 94-134 (ISSN 1162-8820, lire en ligne)
- Gustave Macon, « La chapelle de Notre-Dame-des-Marais à Nanteuil-le-Haudoin », Comité archéologique de Senlis, Comptes rendus et mémoires, année 1908, Senlis, Imprimerie d'Eugène Dufresne,‎ 1909, p. 155-180 (ISSN 1162-8820, lire en ligne)
- Gustave Macon et Edmond Paulmier, « Montmélian, Plailly, Bertrandfosse et Mortefontaine », Comité archéologique de Senlis, Comptes rendus et mémoires, années 1909-10, Senlis, Imprimerie Eugène Dufresne, 5e série, vol. II,‎ 1911, p. 115-148 (ISSN 1162-8820, lire en ligne)
- Gustave Macon, « L'étang et la Chaussée de Gouvieux », Comité Archéologique de Senlis, Comptes rendus et Mémoires, années 1909-10, Senlis, Imprimerie Eugène Dufresne, 5e série, vol. II,‎ 1911, p. 149-200 (lire en ligne)
- Gustave Macon, « Les fiefs de Montépilloy », Comité archéologique de Senlis, Comptes rendus et mémoires, année 1911, Senlis, Imprimerie E. Vignon fils, 5e série, vol. III,‎ 1912, p. 140-195 (ISSN 1162-8820, lire en ligne)
- Gustave Macon et André Lesort, Les archives bretonnes du musée Condé à Chantilly : documents sur le régime seigneurial en Bretagne, Rennes, Oberthur, coll. « Publications du comité d'Ille-et-Vilaine », 1911, 28 p. (lire en ligne)
- Gustave Macon, « Chantilly, la rive droite du Grand canal : Vineuil et Saint-Firmin », Comité archéologique de Senlis, Comptes rendus et mémoires, année 1913, Senlis, Imprimerie E. Vignon fils,‎ 1914, p. 1-58 (ISSN 1162-8820, lire en ligne)
- Gustave Macon, « Les fiefs de Chavercy », Comité archéologique de Senlis, Comptes rendus et mémoires, année 1913, Senlis, Imprimerie E. Vignon fils,‎ 1914, p. 162-231 (ISSN 1162-8820, lire en ligne)
- Gustave Macon, « La terre et seigneurie du Lys », Comité Archéologique de Senlis, Comptes rendus et Mémoires, années 1914-16, Senlis, Imprimerie E. Vignon fils, 5e série, vol. VII,‎ 1917, p. 17-28 (ISSN 1162-8820, lire en ligne)
- Gustave Macon, « Le fief de la cave à Gouvieux, suivi de : Notes pour servir à l'histoire de Gouvieux », Comité Archéologique de Senlis, Comptes rendus et Mémoires, années 1914-16, Senlis, Imprimerie E. Vignon fils, 5e série, vol. VI,‎ 1917, p. 29-80 (lire en ligne)
- Gustave Macon, Historique des seigneuries de Laversine et Malassise, Senlis, Imprimerie E. Vignon, 1919, 168 p. (lire en ligne)
- Gustave Macon, « La Gombrie : Boissy-Fresnoy, Péroy-les-Gombries, Bonneuil », Comité Archéologique de Senlis, Comptes rendus et Mémoires, années 1919-20, Senlis, Imprimerie E. Vignon fils, 5e série, vol. VIII,‎ 1921, p. 25-79 (lire en ligne)
- Gustave Macon, « Le contrat de mariage et le testament d'un seigneur de Lamorlaye (Oise) (1489 et 1527) », Bulletin de la Société de l'histoire de Paris et de l'Ile-de-France, Paris, H. Champion, vol. 51,‎ 1924, p. 115-121 (ISSN 1148-7968, lire en ligne)

## Distinctions
- Chevalier de la Légion d'honneur